# Pedaria wittei
Pedaria wittei là một loài bọ cánh cứng trong họ Bọ hung (Scarabaeidae).